# Верник, Игорь Эмильевич
И́горь Эми́льевич Ве́рник (род. 11 октября 1963, Москва, РСФСР, СССР) — советский и российский актёр театра, кино, телевидения, озвучивания и дубляжа, телепродюсер, теле- и радиоведущий, певец и кинокомпозитор. Народный артист РФ (2016). «Лицо» телеканала «Россия-Культура».

## Биография

### Ранние годы и семья
Родился 11 октября 1963 года в Москве. В 1984 году окончил Школу-студию МХАТ (курс И. М. Тарханова).
Отец — Эмиль Григорьевич Верник (4 сентября 1924 — 9 апреля 2021), режиссёр литературного вещания Всесоюзного радио, народный артист России (1999).
Мать — Анна Павловна Верник (18 августа 1927 — 10 июня 2009) — юрист по образованию, педагог музыкальной школы им. Прокофьева, поженились с отцом 2 мая 1957 года
Единоутробный брат — Ростислав Михайлович Дубинский (род. 15 июля 1954) — актёр, арт-менеджер, конферансье, организатор мероприятий, сын Анны Павловны.
Племянник — Борис Дубинский (род. 31 декабря 1985) — спортивный менеджер
Брат-близнец — Вадим Эмильевич Верник (род. 11 октября 1963) — журналист, театровед, креативный директор журнала OK!. Работает на телеканале «Россия-Культура» и «Радио Культура».
В 1985 году окончил театроведческий факультет ГИТИСа. Работал корреспондентом отдела литературы и искусства газеты «Московский комсомолец», корреспондентом и редактором отдела литературы и искусства еженедельника «Неделя», с 1993 года работает на радио и телевидении — так, продолжительное время был автором и ведущим программы «Кто там…» телеканала «Культура». 
Сын — Григорий Верник (род. 30 ноября 1999) — актёр Театра на Бронной.

### Карьера
С 1986 года — артист МХТ им. Чехова.
На телевидении с 1992 года. В разные годы вёл телепередачи «Рек-тайм», «Ночная жизнь городов мира», «Субботний вечер со звездой», «Золотая фишка», «Доброе утро» и ещё ряд других (см. ниже). Кроме того, озвучивал мультфильмы постсоветского производства, включая капитана Пронина из одноимённого мультсериала.
До 2013 года часто приглашался в жюри Высшей лиги КВН; девять раз был членом жюри фестиваля КВН «Голосящий КиВиН» (2000, 2001, 2003, 2005, 2006, 2008, 2010, 2013, 2014). В 2023 году провёл первую четвертьфинальную игру Высшей Лиги в качестве ведущего.
Участвовал в передаче «Первого канала» — «Ледниковый период» в паре с Албеной Денковой.

### Политика и общественная деятельность
- 9 февраля 2012 года был официально зарегистрирован как доверенное лицо кандидата в Президенты РФ Михаила Прохорова[12].
- В январе 2016 года принял участие во флэшмобе в поддержку Рамзана Кадырова[13].
- В 2018 году был доверенным лицом кандидата в мэры в Москвы Сергея Собянина[14].

Является учредителем Благотворительного фонда поддержки деятелей искусства «АРТИСТ», основанного в 2008 году.

### Личная жизнь
- Первая жена (1985—1990) — Маргарита, выпускница факультета иностранных языков, эмигрировала в Израиль[15].

- Вторая жена (в браке с 1999 по 2009 год) — Мария Ярославовна Верник[6] (дев. Казакова; род. 7 января 1977), журналист, бывший редактор светской хроники в журналах Hello, Tatler и Harper’s Bazaar, окончила Московскую гуманитарную академию[16][17][18]. Сын — Григорий Игоревич Верник (род. 30 ноября 1999)[19], окончил Школу-студию МХАТ (курс Е. А. Писарева)[20]. Актер Театра на Бронной.

- Третья жена — Наталья Шнейдерова (род. 1978) с апреля 2023 года, продюсер кино и телевидения.

## Работы

### Театр
- «Тартюф» — Дамис
- «Портрет» — психиатр
- «Варвары» — Дробязгин
- «Иванов» — Боркин
- «Яма» Куприна — Лихонин
- «Кабала святош»
- «Новый американец»
- «Ретро»
- «Татуированная роза» Теннесси Уильямса
- «Ундина»
- «Король Лир»
- «Женщина с моря» — Люнгстран
- «Процесс»
- «Примадонны» — Дункан
- «Пиквикский клуб» — Додсон
- «Свидетель обвинения» — Леонард Воул
- «Номер 13D» — Ричард Уилли
- «Мастер и Маргарита» — Жорж Бенгальский
- «Дядя Лёва» — Константин Ромин
- «Вальпургиева ночь, или Шаги Командора» — Прохоров
- «Маскарад с закрытыми глазами» — Евгений Арбенин

### Фильмография
1. 1986 — Ягуар — Кава, курсант
2. 1990 — Взбесившийся автобус — сотрудник МВД Израиля
3. 1990 — Охота на сутенёра — Олег Малов, старший лейтенант милиции
4. 1992 — Горячев и другие — Виктор
5. 1993 — Раскол — бундовец Либер
6. 1993 — Сделай мне больно — Дима, бизнесмен-киллер
7. 1994 — Мастер и Маргарита — Иуда из Кириафа
8. 1995 — На углу, у Патриарших… — Артём, главарь банды
9. 1995 — Орёл и решка — Феликс Бармаков, олигарх
10. 1997 — Новейшие приключения Буратино — Пиноккио
11. 1998 — Чехов и К° — доктор Фитюев, приятель Милкина
12. 1998 — 8 ½ $ — Боба, охранник Степана
13. 2001 — Любовь.ru — Макс, адвокат
14. 2001 — Хозяин «Империи» — Гурвич
15. 2002 — Упасть вверх — мужчина на вечеринке
16. 2002 — Джокеръ — Шприх
17. 2002 — Главные роли — продюсер Меленцов
18. 2002 — Мужская работа 2 — Фёдоров
19. 2004 — Время жестоких — Игорь Анохин
20. 2004 — На углу, у Патриарших 4 — Артём
21. 2005 — Бальзаковский возраст, или Все мужики сво… — Павел, адвокат, неудавшийся любовник Веры
22. 2005 — Жизнь — поле для охоты — Марат Константинович Казарский
23. 2005 — Мошенники — Харченко, вор в законе
24. 2006 — 9 месяцев — Володя, муж Марины
25. 2006 — Дикари — Мурзя
26. 2006 — Кинофестиваль, или Портвейн Эйзенштейна — Ричард Дирк
27. 2006 — Капитанские дети — Олег Несговоров
28. 2006 — Агония страха — Журавлёв
29. 2006 — Жара — сотрудник киностудии
30. 2006 — Лифт — Григорий, скрипач[21]
31. 2006 — Цветы для Снежной королевы — Сергей Палехов
32. 2007 — Мужская интуиция — Кирилл
33. 2002 — Театральная академия
34. 2007 — Вся такая внезапная — Станислав Богатов, редактор
35. 2007 — 40 — Игорь, журналист
36. 2007 — Вилла раздора, или Новый год в Акапулько — Валентин Сергеевич
37. 2007 — 12 — свидетель в золотых очках
38. 2007 — Один в Новогоднюю ночь
39. 2007 — Женская дружба — Сергей
40. 2008 — Кардиограмма любви — Евгений Проханов
41. 2008 — Папины дочки — камео (114 серия)
42. 2008 — Большая разница — Олег
43. 2009 — Следы на песке — Александр Борисович Брагин (Алик), хирург, сын профессора Брагина
44. 2009 — Журов — майор Могилатов
45. 2009 — Ползёт змея
46. 2009 — Бумеранг из прошлого — Андрей Ильич Зарубин, заместитель мэра
47. 2010 — Мужчина в моей голове — Юрий
48. 2010 — Любовь приходит не одна — Олег Блинов
49. 2010 — Любовь в большом городе 2 — директор стоматологической клиники
50. 2010 — Всё в порядке, мама! — Олег
51. 2010 — А счастье где-то рядом — Олег, сожитель Ирины
52. 2011 — Химик — торгаш в электричке
53. 2011 — Бомбила — бизнесмен Арсений Балабанов
54. 2011 — Костоправ — бизнесмен Антон Сергеевич Ржавский
55. 2011 — Наследница — Сидор Семёнович Петров, олигарх
56. 2011 — Лектор — Клаус Гросс
57. 2011 — Назад – к счастью, или Кто найдёт Синюю птицу — Филипп Рембо
58. 2011 — Люди Хэ — камео
59. 2012 — Дальнобойщики 3 — Иван Алексеевич Шубин, бывший шеф Ивана (третья серия)
60. 2012 — Мама поневоле — Игорь
61. 2012 — Белая гвардия — унтер-офицер Щур, водитель бронемашины
62. 2012 — Белый мавр, или Интимные истории о моих соседях — Леонид
63. 2012 — Тот ещё Карлосон! — отец Малыша
64. 2012 — Мамы — Александр Евгеньевич, очень важный человек из Москвы (новелла «Ведущая»)
65. 2012 — Одноклассники.ru: НаCLICKай удачу — продавец квартиры
66. 2012 — Одинокий волк — смотрящий у бомжей по кличке Горелый (Егор Крестовский / Егор Павлов, майор ФСБ)
67. 2012 — Людмила — бандит «Комар»
68. 2013 — Процесс — адвокат Вадим Юрьевич Махновский
69. 2013 — Последний из Магикян — камео (третья серия)
70. 2013 — Кукушечка — майор
71. 2013 — Позднее раскаяние — психоаналитик Максим Перминов, муж Киры
72. 2014 — Чемпионы — Виктор Иванович, спортивный чиновник
73. 2014 — Нереальная любовь — Вадим, муж Лены
74. 2014 — Кураж — Александр Сергеевич, композитор
75. 2014 — Семья 3Д — Артём Демидов
76. 2014 — Кухня — Герман Михайлович Ланд, новый шеф-повар «Claude Monet»
77. 2015 — Избранница — Алексей
78. 2015 — Пенсильвания — Эдуард Дмитриевич Козлов, журналист
79. 2016 — Физрук — ведущий финала конкурса «Учитель года» (камео)
80. 2016 — Ночные стражи — леший
81. 2016 — Всё о мужчинах — Эдик, руководитель турфирмы
82. 2016 — Держи удар, детка! — Павел Геннадьевич, преподаватель на журфаке Светланы Богатырёвой
83. 2017 — Жестокий мир мужчин — Воронов
84. 2017 — Мифы — шоумен Игорь
85. 2018 — Бонус — Биг Бро, руководитель рэп-студии
86. 2019 — настоящее время — Жуки — Владимир Марченко, инвестор
87. 2019 — Глубже! — советник по культуре
88. 2020 — Цой — Юрий Райзен, продюсер Виктора Цоя
89. 2020 — За первого встречного — Генрих Платонович Мерхунов, меценат
90. 2020 — Комета Галлея — Гриша
91. 2020 — Беезумие — Игорь
92. 2020 — Мёртвые души — Кувшинное-Рыло, чиновник Минкульта
93. 2020 — Содержанки 2 — Юрий, юрист Чистякова (восьмая серия)
94. 2020 — 2022 — Игра на выживание — камео
95. 2020 — Псих — Артём, пациент Олега
96. 2021 — Жена олигарха — Игорь Михайлович Барвашин, олигарх, муж Альбины, отец Миланы и Марка
97. 2021 — Сказки Пушкина. Для взрослых — Чернавка, любовник Царицы (серия «Царевна»)
98. 2022 — Грозный папа — Потоцкий
99. 2022 — Домашнее поле — Семён Сергеевич Титов, владелец клуба
100. 2022 — Моя мама — шпион — педант
101. 2023 — Первая любовь — Георгий
102. 2023 — Секс. До и после — Игорь, владелец бара (девятая серия)
103. 2023 — Кеша должен умереть — Алексей, друг Кеши
104. 2023 — Звёздный суд — Альберт Нурмагомедов, адвокат
105. 2024 — Мастер и Маргарита — Жорж Бенгальский, конферансье Варьете
106. 2024 — Первый номер — Станислав Мирский, основатель и владелец глянцевого журнала IDOL
107. 2024 — Дайте шоу — Леонид Шереметьев
108. 2024 — Что делать женщине, если... — Ваня, муж Ларисы
109. 2024 — Молодёжка. Новая смена — Сергей Сергеевич Егоров, отец хоккеиста Кирилла Егорова, генеральный директор строительной компании «Исполин-Е», генеральный спонсор «Акул Политеха»
110. 2024 — Плевако — граф Бобринский
111. 2025 — Министерство Всего Хорошего — Бобруский
112. 2025 — Натали и Александр — Александр Христофорович Бенкендорф
113. 2025 — Беспринципные в Питере — Гоша
114. 2025 — Мосгаз. Розыгрыш — Шорохов, актёр, телеведущий, заслуженный артист РСФСР
115. 2025 — Беспринципные в Питере — Гоша
116. 2025 — ВИА «Васильки» — Валентин Бестужев

### Озвучивание мультфильмов
- 1990 — Почему куры денег не клюют? — кот
- 1990 — Бочка — крестьянин
- 1992 — 1994 — Капитан Пронин — капитан Пронин
- 1992 — Туман из Лондона — Туман из Лондона
- 1992 — Лягушка Пипа — охотник
- 2015 — Савва. Сердце воина — Шантагар

### Дубляж
- 2018 — Суперсемейка 2 — Люциус Бест / Фреон[22]

### Телевидение
- 1992 — 1996 — «Рек-тайм» (РТР), ведущий.
- 1993 — 1994 — «Проще простого» (МТК), ведущий.
- 1993 — 1997 — «Ночная жизнь городов мира» (1-й канал Останкино, РТР), ведущий.
- 1994 — 2013 — КВН. Высшая лига (Первый канал), член жюри.
- 1996 — 1997 — «Субботний вечер со звездой» (РТР), ведущий.
- 2000 — 2001 — «Седьмое чувство» (ОРТ), продюсер, ведущий.[23]
- 2001 — 2002 — «Золотая фишка» (ТВЦ), ведущий.[24]
- 2002 — 2004 — «Доброе утро» (ОРТ), ведущий.[25][26]
- 2005 — «Для тебя» («НТВ»), ведущий.[27]
- 2007 — «Ретромания» (РЕН ТВ), ведущий.[28][29]
- 2010 — 2011 — «Настроение» (ТВЦ), ведущий.
- 2011 — «Бигабум» («ТНТ»), ведущий.
- 2012 — 2013 — «Школа музыки» (Ю, Муз-ТВ), ведущий в паре с сыном Григорием.[30][31]
- 2013 — «Хочу V ВИА Гру» («НТВ»), член жюри.
- 2014 — 2016, 2019[32] — «Один в один» («Россия-1»), ведущий.
- 2014 — «Хочу к Меладзе» («НТВ»), ведущий.
- 2016 — 2017 — «Субботний вечер» («Россия-1»), ведущий (роль «продюсера»).
- 2017 — н. в. — «2 Верник 2» («Россия-Культура)», ведущий.[33]
- 2018 — 2019 — «Слава Богу, ты пришёл!» («СТС»), ведущий.
- 2023 —  КВН. Высшая лига (Первый канал), ведущий.
- 2024 — Модный приговор (Первый канал), ведущий.

Также снимался в телевизионной рекламе.

### Радиоспектакли
- 1998 — 1999 — монорадиоспектакль «Капитанская дочка», постановщик, озвучка.
- 2006 — настоящее время — «Театральная среда братьев Верников» (Культура), ведущий.

## Признание и награды
- Орден «За заслуги в культуре и искусстве» (20 декабря 2024 года) — за вклад в развитие отечественной культуры и искусства, многолетнюю плодотворную деятельность[35]
- Народный артист Российской Федерации (31 марта 2016 года) — за большие заслуги в области театрального, кинематографического и музыкального искусства[36]
- Заслуженный артист Российской Федерации (18 апреля 1999 года) — за заслуги в области искусства[37]
- Заслуженный артист Чеченской республики (18 апреля 2013 года) — за большой вклад в развитие культурных связей между народами, творческую деятельность, получившую широкую известность[38][39]